# Keminth Kubo
Keminth Kubo (* 21. Mai 1999) ist ein thailändischer Motorradrennfahrer.

## Statistik

### In der Motorrad-Weltmeisterschaft
(Saisonende 2022)
| Saison | Klasse | Team                         | Motorrad | Rennen | Siege | Zweiter | Dritter | Poles | Schn. Runden | Punkte | Ergebnis |
| ------ | ------ | ---------------------------- | -------- | ------ | ----- | ------- | ------- | ----- | ------------ | ------ | -------- |
| 2021   | Moto2  | Yamaha VR46 Master Camp Team | Kalex    | 1      | –     | –       | –       | –     | –            | 0      | 42.      |
| 2022   | Moto2  | Yamaha VR46 Master Camp Team | Kalex    | 16     | –     | –       | –       | –     | –            | 7,5    | 25.      |
| Gesamt | Gesamt | Gesamt                       | Gesamt   | 17     | 0     | 0       | 0       | 0     | 0            | 7,5    |          |

Einzelergebnisse
| Saison | 1     | 2          | 3           | 4         | 5          | 6       | 7          | 8           | 9           | 10          | 11          | 12                     | 13         | 14         | 15        | 16             | 17       | 18         | 19       | 20       |
| ------ | ----- | ---------- | ----------- | --------- | ---------- | ------- | ---------- | ----------- | ----------- | ----------- | ----------- | ---------------------- | ---------- | ---------- | --------- | -------------- | -------- | ---------- | -------- | -------- |
| 2021   | Katar | Katar      | Portugal    | Spanien   | Frankreich | Italien | Katalonien | Deutschland | Niederlande | Steiermark  | Osterreich  | Vereinigtes Konigreich | Aragonien  | San Marino | USA-Texas | Emilia-Romagna | Portugal | \|\| \|\|  |          |          |
| 2021   |       |            |             |           |            | 26      |            |             |             |             |             |                        |            |            |           |                |          |            |          |          |
| 2022   | Katar | Indonesien | Argentinien | USA-Texas | Portugal   | Spanien | Frankreich | Italien     | Katalonien  | Deutschland | Niederlande | Vereinigtes Konigreich | Osterreich | San Marino | Aragonien | Japan          | Thailand | Australien | Malaysia | Valencia |
| 2022   | 23    | DNF        | 19          |           | 12         | WD      |            | 22          |             | DNF         | 21          | 23                     | DNF        | DNF        | DNF       | 18             | 9        | DNF        | 16       | 17       |

| Legende  | Legende            | Legende                                                          |
| Farbe    | Abkürzung          | Bedeutung                                                        |
| -------- | ------------------ | ---------------------------------------------------------------- |
| Gold     | –                  | Sieg                                                             |
| Silber   | –                  | 2. Platz                                                         |
| Bronze   | –                  | 3. Platz                                                         |
| Grün     | –                  | Platzierung in den Punkten                                       |
| Blau     | –                  | Klassifiziert außerhalb der Punkteränge                          |
| Violett  | DNF                | Rennen nicht beendet (did not finish)                            |
| Violett  | NC                 | nicht klassifiziert (not classified)                             |
| Rot      | DNQ                | nicht qualifiziert (did not qualify)                             |
| Rot      | DNPQ               | in Vorqualifikation gescheitert (did not pre-qualify)            |
| Schwarz  | DSQ                | disqualifiziert (disqualified)                                   |
| Weiß     | DNS                | nicht am Start (did not start)                                   |
| Weiß     | WD                 | zurückgezogen (withdrawn)                                        |
| Hellblau | PO                 | nur am Training teilgenommen (practiced only)                    |
| Hellblau | TD                 | Freitags-Testfahrer (test driver)                                |
| ohne     | DNP                | nicht am Training teilgenommen (did not practice)                |
| ohne     | INJ                | verletzt oder krank (injured)                                    |
| ohne     | EX                 | ausgeschlossen (excluded)                                        |
| ohne     | DNA                | nicht erschienen (did not arrive)                                |
| ohne     | C                  | Rennen abgesagt (cancelled)                                      |
| ohne     | keine WM-Teilnahme |                                                                  |
| sonstige | P/fett             | Pole-Position                                                    |
| sonstige | 1/2/3/4/5/6/7/8    | Punktplatzierung im Sprint-/Qualifikationsrennen                 |
| sonstige | SR/kursiv          | Schnellste Rennrunde                                             |
| sonstige | *                  | nicht im Ziel, aufgrund der zurückgelegten Distanz aber gewertet |
| sonstige | ()                 | Streichresultate                                                 |
| sonstige | unterstrichen      | Führender in der Gesamtwertung                                   |

### In der FIM-CEV-Moto2-Europameisterschaft
(Saisonende 2021)
| Saison | Team             | Motorrad | Rennen | Siege | Zweiter | Dritter | Poles | Schn. Runden | Punkte | Ergebnis |
| ------ | ---------------- | -------- | ------ | ----- | ------- | ------- | ----- | ------------ | ------ | -------- |
| 2019   | VR46 Master Camp | Kalex    | 11     | –     | –       | –       | –     | –            | 56     | 9.       |
| 2020   | VR46 Master Camp | Kalex    | 7      | –     | –       | –       | –     | –            | 61     | 9.       |
| 2021   | VR46 Master Camp | Kalex    | 10     | –     | –       | –       | –     | –            | 60     | 11.      |
| Gesamt | Gesamt           | Gesamt   | 28     | 0     | 0       | 0       | 0     | 0            | 140    |          |